# 西山真以
西山 真以（にしやま まい、1985年8月30日 - ）は、日本のファッションモデル。愛知県名古屋市出身。身長165cm、スリーサイズはB78, W59, H84。セントラルジャパン所属。

## 略歴・人物
- 17歳の時にスカウトされモデル活動を開始[1]。2009年、雑誌「VoCE」のBeauty Model Auditionでグランプリを受賞し、全国区での活動を本格化[1]。2016年には『朝だ!生です旅サラダ』の“旅サラダガールズ”としてレギュラー出演した。
- 趣味: ヨガ、映画鑑賞、写真、ランニング
- 好きな色: ピンク[2]
- ロックバンド「CHERRYBLOSSOM」のメンバーだった歌手・MAICOは高校の同級生[3]。

## 経歴

### ファッションショー
- TOKYO GIRLS COLLECTION 2007 SPRING/SUMMER

### CM
- 花王「エッセンシャル ダメージケア」（カワつく会員No.5）
- イオン「トップバリュセレクト・グラマティカル」
- 新日本製薬「ラフィネパーフェクトワン」
- チケットキャンプ
- USJ
- 武田薬品
- 日本コカ・コーラ「ジョージア ヨーロピアン」
- NSファーファ・ジャパン「ファーファ・デオテクト」
- 武田薬品工業「アリナミンEX PLUS」
- キユーピーマヨネーズ「野菜は、踊る。」
- ノーベル・バイオケア・ジャパン株式会社「インプラントパンフレット」

### 雑誌
- 光文社「VERY」
- 幻冬舎「GINGER」
- 小学館「美的」
- 角川春樹事務所「美人百花」
- VoCE Beauty Model Audition2009 グランプリ

### テレビ
- 朝だ!生です旅サラダ（2016年4月2日 - 2017年3月、朝日放送） - 第6期旅サラダガールズ
- ハワイに恋して2（2017年7月9日 - 、TwellV） - リポーター